# Катед Ками
Катед Ками (фр. Casteide-Cami) насеље је и општина у југозападној Француској у региону Аквитанија, у департману Атлантски Пиринеји која припада префектури По.
По подацима из 2011. године у општини је живело 229 становника, а густина насељености је износила 33,68 становника/km². Општина се простире на површини од 6,80 km². Налази се на средњој надморској висини од 248 метара (максималној 262 m, а минималној 150 m).

## Демографија
| 1962. | 1968. | 1975. | 1982. | 1990. | 1999. | 2011. |
| ----- | ----- | ----- | ----- | ----- | ----- | ----- |
| 127   | 124   | 114   | 105   | 159   | 167   | 229   |

График промене броја становника у току последњих година